# Кириллов, Андрей Михайлович
Андре́й Миха́йлович Кири́ллов (род. 10 ноября 1936, Ялта) — советский и российский кинооператор игрового и неигрового кино, педагог. Заслуженный деятель искусств Российской Федерации (1996).

## Биография
Родился в Ялте в семье кинооператора М. Н. Кириллова. В 1960 году окончил операторский факультет Всероссийского государственного института кинематографии имени С. А. Герасимова (мастерская Б. И. Волчека). В 1961 году был принят на Киностудию имени М. Горького.
Преподаватель Гуманитарного института телевидения и радиовещания имени М. А. Литовчина (ГИТР).
Автор выпусков киножурнала «Фитиль» (1975—1981), публикаций о киносъёмках. Автор книги-воспоминаний «Отдам в хорошие руки» (2013).
Член Союза кинематографистов СССР (Москва).

## Фильмография
- 1963 — Третья ракета (совместно с Н. Хубовым)
- 1966 — Сколько лет, сколько зим!
- 1967 — Я вас любил (совместно с М. Кирилловым)
- 1968 — Нейтральные воды (с М. Кирилловым)
- 1970 — Переступи порог
- 1970 — Письма домой
- 1973 — Москва — Кассиопея
- 1974 — Отроки во Вселенной
- 1976 — Обелиск
- 1977 — Последняя двойка
- 1979 — Похищение «Савойи» (совместно с В. Корнильевым)
- 1979 — Возьми меня с собой
- 1980 — Ледяная внучка
- 1982 — Колыбельная для брата
- 1983 — Ученик лекаря
- 1983 — Карантин
- 1985 — Корабль пришельцев
- 1986 — Мостик (в составе киноальманаха «Мостик»)
- 1987 — Пощёчина, которой не было
- 1987 — Два берега
- 1989 — Возвращение Ходжи Насреддина
- 1991 — Безумная Лори
- 1993 — Силуэт в окне напротив
- 1993 — Играем «Зомби», или жизнь после битв
- 1999 — Поворот ключа
- 2006 — Дюймовочка
- 2007 — Его Голгофа. Николай Вавилов
- 2008 — Оля + Коля

## Награды и премии
- Государственная премия РСФСР имени братьев Васильевых (1977) — за съёмки дилогии «Москва — Кассиопея», «Отроки во Вселенной»[1]
- Заслуженный деятель искусств Российской Федерации (1996)[6]